# Самодуровка (Альшеєвський район)
Самоду́ровка (рос. Самодуровка, башк. Самодуровка) — присілок у складі Альшеєвського району Башкортостану, Росія. Входить до складу Воздвиженської сільської ради.
Населення — 18 осіб (2010; 22 в 2002).
Національний склад:
- росіяни — 100 %